# برنامج بانوراما
بانوراما برنامج يومي مدته 26 دقيقة يبث على قناة روسيا اليوم الناطقة بالعربية، يقدمه المذيع أرتيوم كابشوك.
تتطرق المناقشة فيه إلى جوانب مختلفة من الحياة السياسية والاقتصادية والاجتماعية والثقافية وغيرها من المجالات في روسيا والمنطقة العربية والعالم بشكل يتيح المشاهد امتلاك صورة متكاملة عن موضوع المناقشة ولا يخلو أحياناً من تضارب وجهات النظر.